# Scymnus pauculus
Scymnus pauculus är en skalbaggsart som beskrevs av Gordon 1976. Scymnus pauculus ingår i släktet Scymnus och familjen nyckelpigor. Inga underarter finns listade i Catalogue of Life.